# Associació d'Advocats de Suècia
L' Associació d'Advocats de Suècia (suec: Sveriges advokatsamfund) és una organització d'advocats suecs, inclosos els membres de l'Advocacia que exerceixen l'advocacia, sota el títol d'advokat, un títol que està protegit per la llei sueca i reservat a l'ús exclusiu dels membres de l'Associació.
Des de 1981, l'associació es troba a Tryggerska villan al Diplomatstaden, Estocolm.